# My two cents

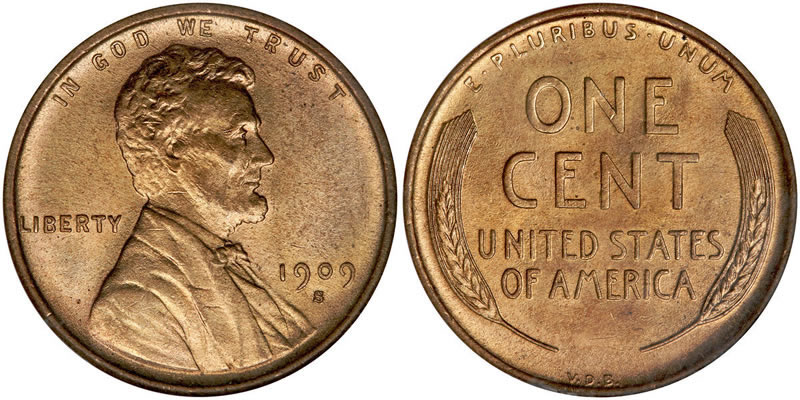
Un penique estadounidense de 1909, valor de 1 centavo.

My two cents o my 2¢ (español: Mis dos centavos) y su versión más larga put my two cents in (pongo mis dos centavos), es una expresión idiomática estadounidense, tomada de la expresión inglesa  to put in my two penny worth (para poner mi valor de dos  centavos) o my two-cents.
Se usa para anteceder la declaración tentativa de la propia opinión. Al disminuir en valor la opinión a seguir, sugiriendo que su valor es solo de dos centavos, una cantidad muy pequeña, el usuario de la frase, mostrando cortesía y humildad, espera disminuir el impacto de una declaración posiblemente polémica.
La forma mas parecida al español de "my two cents" equivaldría a anteponer la frase "En mi humilde opinión" seguido de la expresión que se quiere realizar.